# Перчук, Виктор Львович
Перчук Виктор Львович (28 августа 1924 года, Одесса - 13 февраля 2022 года, Ванкувер) — советский и российский учёный. Доктор технических наук, профессор. Директор Института автоматики и процессов управления АН СССР (1980—1988).

## Биография
Отец — Лев Михайлович Перчук. Рядовой солдат, пропал без вести на Изюм-Барвенковском направлении в 1942 году.
Мать — Раиса Михайловна, во время войны — военврач 2-го ранга в госпитале.
В 1940 году поступил в Одесскую Военно-морскую спецшколу.
В 1942 году поступил в Высшее Военно-морское ордена Ленина училище им Дзержинского.
Место прохождения морской практики — тральщик ТЩ-116 6 ДТЩ Бригада траления ОВР ГБ Северного Флота, 1944 г., моря: Карское и Лаптевых. Участник конвоя БД-5.
В октябре 1947 года окончил ВВМИУ им. Ф. Э. Дзержинского, инженер-лейтенант, специальность «инженер-электрик корабельной службы».
10.1947 г. — 03.1950 г. служба в Бригаде торпедных катеров Северного флота.
03.1950 г. — 08.1955 г. командир электротехнического дивизиона крейсера «Чкалов» Краснознаменного Балтийского флота.
09.1955 г. — 06.1958 г. слушатель Военно-морской академии кораблестроения и вооружения им. А. Н. Крылова (г. Ленинград), где получил квалификацию «инженер -электрик высшей квалификации».
09.1958 г. — 09.1966 г. научный сотрудник Первого института ВМФ (г. Ленинград).
09.1966 г. — 09.1971 г. руководитель военного представительства ВМФ при Институте кибернетики АН УССР (г. Киев).
09.1971 г. — 08.1976 г. заведующий лабораторией системного программирования Института автоматики и процессов управления (ИАПУ) Дальневосточного отделения АН СССР (Владивосток).
09.1976 г. — 10.1980 г. заведующий отделом и заместитель директора ИАПУ (Владивосток).
09.1976 г. — 05.1988 г. ст. научный сотрудник и профессор Московского физико-технического института (МФТИ),10.1980 г. — 05.1988 г. директор ИАПУ АН СССР.
09.1988 г. — 10.1997 г. главный научный сотрудник Института проблем энергосбережения АН УССР (г. Киев).
Брат — [dic.academic.ru/dic.nsf/enc_biography/100059/%D0%9F%D0%B5%D1%80%D1%87%D1%83%D0%BA Леонид Львович Перчук] (1933—2009), Заслуженный профессор МГУ, профессор кафедры петрографии геологического факультета МГУ.

## Деятельность
Из рекомендации Генерального Конструктора Атомных Подводных Лодок академика Николая Никитича Исанина::
"Проведенные Перчуком В.Л. еще в 60-е годы исследования привели к созданию нового математического аппарата, который оказался эффективным для описания законов функционирования современных судовых энергетических установок и систем. А разработанные им и его учениками программные комплексы, базирующиеся на этом математическом аппарате, позволили путём моделирования на ЭВМ оптимизировать процессы управления этими установками и системами.Тем самым удалось не только ускорить процесс проектирования, но и обеспечить надежность сложных алгоритмов управления. Всё это положительно повлияло на уменьшение количества аппаратуры, экипажа, а, следовательно, и на водоизмещение, и в целом на улучшение тактико-технических характеристик самих судов. В.Л. Перчуку принадлежит большое количество работ, оказавших положительное влияние на развитие современных систем управления, применяемых в судостроении. Осуществляя руководство одним из наиболее крупных в Дальневосточном регионе академических институтов, В.Л. Перчук постоянно поддерживал научные связи с судостроительной промышленностью, тем самым способствуя укреплению влияния академической науки на производство наиболее современных технических объектов." Своими теоретическими трудами и трудами своих учеников д.т.н., профессор Перчук В.Л.  создал научную школу и внес значительный вклад в науку, развивающую одно из актуальных направлений современных процессов управления, имеющее самое непосредственное отношение к судостроению.
В 1963 г. им была успешно защищена кандидатская, а в  1968 г. – докторская диссертации.
В январе 1972 г. В.Л. Перчук был избран по конкурсу на должность зав. лабораторией системного программирования Института автоматики и процессов управления (ИАПУ)  Дальневосточного научного центра(ДВНЦ)  АН СССР.
Из рекомендации председателя президиума Дальневосточного научного центра АН СССР(1978-1984), академика  Шило Николая Алексеевича Архивная копия от 13 июля 2015 на Wayback Machine :
            "Основным направлением научных исследований Перчука В.Л. является теория сложных систем дискретно – непрерывного действия. Им был предложен новый класс конечных автоматов –секвенциальные конечные автоматы, математический аппарат для описания их функционирования, а также система формальных преобразований для синтеза функциональных схем. Развитие этого научного направления позволило Перчуку В.Л. разработать структурную математическую модель логико – дифференциальных систем с сосредоточенными и распределенными параметрами, которая может рассматриваться как своеобразное расширение модели секвенциальных конечных автоматов и как инструмент для наиболее полного описания динамики сложных дискретно – непрерывных систем. Полученные результаты имеют фундаментальное теоретическое и важное практическое значение для конструирования сложных технических систем управления и успешно используются промышленностью."
            Перчук В.Л. активно участвовал в подготовке высококвалифицированных научных кадров, в течение многих лет являясь профессором и заместителем заведующего базовой кафедры Московского Физико-технического института и научным руководителем филиала базовой кафедры вычислительной техники Дальневосточного государственного университета при ИАПУ ДВО РАН .
Инициировав организацию дальневосточного набора  МФТИ Архивная копия от 24 августа 2015 на Wayback Machine,  В.Л. Перчук  вложил  много энергии и усилий в  процесс обучения на Дальнем Востоке студентов пятого и шестого курсов из этого набора, как это делалось на Украине.
Начиная с 1971 года, эти наборы проводились более 20 лет ежегодно  приемной комиссией  МФТИ под руководством профессора В. О. Геоджаева.С 1976 года для прибывающих из Москвы пятитикурсников  МФТИ в Институте автоматики и процессов  управления (ИАПУ) были организованы лекции. Лекторами были д.т.н. В. Л. Перчук, к.т.н.  Е. А. Голенков, к.т.н. (в последующем д.т.н.) В. А. Бобков и  к.т.н. М. В. Оленин. Все они были также руководителями дипломных проектов и осуществляли последующий прием в аспирантуру МФТИ при ИАПУ. Реализация такого процесса обучения студентов МФТИ была инновацией в образовании и процессе подготовки научных кадров на Дальнем Востоке. На сегодняшний день большинство физтехов тех дальневосточных наборов заняли ведущие позиции или в науке, или в государственных управленческих структурах Дальнего Востока и других регионов России, а часть из них работает за рубежом (США,Канада, Япония) в ведущих компаниях.В ИАПУ при  Перчуке В.Л. была организована базовая кафедра МФТИ в ДВНЦ  АН СССР, создан современный вычислительный центр коллективного пользования.
В Институте, благодаря появлению молодых квалифицированных специалистов-выпускников МФТИ, были созданы новые научные направления и, соответственно, новые лаборатории. Большое внимание было уделено проблемам, связанным с Тихим и Индийским океанами. По согласованию с Обнинским центром многолетних океанических данных был создан многолетний банк данных по Тихому и Индийскому океанам на базе разработанной в ИАПУ Реляционной Системы Управления Базами Данных (СУБД), по своим возможностям не уступающей международно известной СУБД ORACLE. А необходимые для расчетов математические модели были разработаны приглашенным для работы в ИАПУ из Черноголовки к.ф.-м.н. (в последующем д.ф.-м.н.) М. Ф. Ивановым. В результате, специально назначенная ГКНТ комиссия для приемки этого банка данных, состоящая из океанологов, впервые получила возможность получать интегральную информацию о температуре и течениях в различных районах и на различных глубинах этих океанов в разные прошедшие годы. Эта работа была выполнена Андреем Гвильдисом. Эмилем Гербеком с сотрудниками был организован спутниковый мониторинг параметров океана на исследовательских судах ДВНЦ. В. Л. Перчук был назначен приказом ГКНТ Национальным Координатором данных по Тихому и Индийскому океанам. С этого времени ИАПУ начали посещать также и зарубежные океанологи.В.Л. Перчук активно содействовал строительству трех основных зданий  ИАПУ от начала и до завершения строительства.
В. Л. Перчуку удалось объединить практически все основные научные направления Института автоматики и процессов управления ДВО РАН на одной системно-программной базе.
В. Л. Перчук неоднократно принимал в ИАПУ ДВО РАН Президента АН академика А. П. Александрова, который активно интересовался состоянием работ Института в области автоматизации научных исследований и других научных направлений Института. Институт также посещали вице-президенты Е. П. Велихов и В. А. Котельников, Президенты АН Союзных республик Ю. К Пожела и В. А. Амбарцумян, а также академики и члены-корреспонденты АН СССР. Все они высоко оценивали научные результаты, полученные лабораториями и отделами Института. На основании заключения о состоянии научной тематики ИАПУ было получено согласие ВАК об организации Учёного Совета по защите кандидатских диссертаций.

## Награды и премии
4 ордена и 14 медалей:
- Орден Отечественной войны 1-й степени (1950)
- Орден Трудового Красного Знамени (1982)
- Орден Красной Звезды (1961)
- Орден «За личное мужество» (1994)
- Медаль Нахимова (1944),
- Медаль «За оборону Советского Заполярья» (1944),
- медаль  «За победу над Германией» (1946).
- Медаль «За боевые заслуги» (1953),
- Mедаль «70 Лет Победы в Великой Отечественной войне 1941-1945гг.» (2015)
- девять памятных медалей.